# Parascyllium sparsimaculatum
O carpetshark de gengibre é uma espécie de carpetshark da família Parascylliidae endêmica das águas do oeste da Austrália. É um peixe pequeno, com apenas 78,1 cm de comprimento nas fêmeas e inofensivo aos seres humanos. Seu alcance de profundidade é de 204-245 m na plataforma continental superior.